# جيمي كوبلاند
جيمي كوبلاند (بالإنجليزية: Jimmy Copeland)‏ هو لاعب كرة قدم ومدرب كرة قدم بريطاني في مركز الهجوم، ولد في 23 أغسطس 1941، وتوفي في 23 يوليو 2018. لعب مع نادي دمبرتون ونادي كلايد ونادي كيلمارنوك ونادي مونتروز لكرة القدم.